# Joe Certa
Joe Certa (1919 - 1986) fue un dibujante y entintador de cómics norteamericano, nacido en la ciudad de Nueva York, que destaca por su trabajo en la editorial DC Comics entre los años 50 y 60.
Durante los años 60 y 70 estuvo trabajando para la compañía Dell/Western, en distintos títulos de misterio y fantasmas.
Fue, junto a Joseph Samachson, creador del personaje del Detective Marciano.
- Datos: Q1676421